# Antipyrétique
Les antipyrétiques  (ou fébrifuges) sont des principes actifs utilisés pour lutter contre les états fiévreux et certains syndromes inflammatoires aigus. Leur indication principale est la lutte contre l'hyperthermie de l'état fiévreux.

## Etymologie
Du grec ancien ἀντί, antí («contre»), et πυρετικός, puretikós, dérivé de πυρετός, puretos, («fièvre»).

## Indication
Le traitement de la fièvre peut reposer sur deux critères principaux :
- la tolérance, qui est subjective ;
- la valeur de la température, qui est objective (en général à partir de 38,5 °C).

Chez le sujet adulte, l'objectif de prescription d'un antipyrétique peut être basé sur la tolérance afin de traiter un inconfort ; mais il vaut mieux s'en tenir à la température chez le jeune enfant et le nourrisson, en particulier l'augmentation sévère de la température peut s'accompagner :
- d'hidrorrhées ;
- d'une augmentation des mictions ;
- de vomissements

pouvant provoquer une déshydratation rapide si la température ne descend pas rapidement.
Les médicaments à privilégier sont le paracétamol et l'ibuprofène. Des mesures simples sont généralement associées, comme l'hydratation et le déshabillage, en fonction de leur tolérance.
Exemples d'antipyrétiques :
- paracétamol ;
- classe des anti-inflammatoires non stéroïdiens :
  - acide acétylsalicylique (aspirine),
  - ibuprofène,
  - kétoprofène ;
- quinine.[réf. nécessaire]

## Historique
L'usage d'antipyrétiques remonte à l'Antiquité. Ainsi les Égyptiens utilisaient avec succès les décoctions de feuilles de saule pour combattre la fièvre et les douleurs. Plus tard, vers 400 av. J.-C., Hippocrate, selon qui « la nature est le médecin des malades », recommande, en vue de soulager les douleurs de l'accouchement et de faire baisser la fièvre, une tisane de feuilles de saule. À la suite des Grecs, les Romains eurent recours au même remède (le nom latin du saule est salix). Cette utilisation s'est poursuivie de manière empirique jusqu'au XVIIIe siècle.
Les antipyrétiques utilisés à cette époque étaient des préparations à partir soit de composés naturels d'écorces de cinchona (dont dérive la quinine), soit du salicylate contenu dans l'écorce de saule. L'écorce de cinchona étant devenue rare et chère, le besoin de trouver des substituts apparut. Harmon Northrop Morse synthétisa dès 1878 une substance baptisée acétylaminophénol, sans toutefois lui attribuer une quelconque propriété médicale : c'est seulement cinquante ans plus tard qu'elle fut commercialisée comme médicament sous le nom de paracétamol. À cette époque, d'autres produits sont utilisés comme remède contre la douleur et la fièvre : en 1882, Hoechst commercialise le Kairin découvert par Otto Fisher ; en 1897, l'aspirine est synthétisée par Felix Hoffmann et connaît un grand succès. BASF ne pousse guère son antipyrétique Thallin, mis au point vers 1885[réf. souhaitée]. L'acétanilide (1886) et la phénacétine (1887) sont également utilisées avant qu'on ne constate les graves effets secondaires de leur administration, tandis que les inconvénients de l'aspirine commencent à être connus. Le paracétamol réapparaît alors et les premières études sur les propriétés antipyrétique et antalgique du paracétamol sont conduites à la fin du XIXe siècle.